# Saint-Amadou
Saint-Amadou – miejscowość i gmina we Francji, w regionie Oksytania, w departamencie Ariège.
Według danych na rok 1990 gminę zamieszkiwało 189 osób, a gęstość zaludnienia wynosiła 41 osób/km² (wśród 3020 gmin regionu Midi-Pireneje Saint-Amadou plasuje się na 874. miejscu pod względem liczby ludności, natomiast pod względem powierzchni na miejscu 1520.).